# Yamaha DX7
Yamaha DX7 — цифровой синтезатор, выпущенный фирмой Yamaha в 1983 году. Был очень популярен в 1980-е годы, и, преимущественно из-за низкой стоимости и компактности, стал одной из наиболее продаваемых моделей за всю историю существования синтезаторов. Всего за период с 1983-го по 1987 год было произведено 160 000 экземпляров. Метод синтеза, используемый в данном инструменте, был разработан профессором Стэнфордского университета Джоном Чоунингом в 1970 году и получил название «FM-синтез». Синтезатор имеет 6 генераторов (операторов), которые могут быть соединены между собой 32 способами (алгоритмами). При наличии познаний в области FM-синтеза можно создавать новые звуки (патчи) непосредственно в синтезаторе, без наличия какой-либо дополнительной аппаратуры. В синтезаторе также имеется разъём для подключения картриджа памяти, что позволяет несколько расширить первоначальное количество патчей. Инструмент широко использовался в поп-музыке 1980-х годов, в том числе и в СССР.
На основе первой версии DX7 выпускался также настольный модуль (тон-генератор) TX7, идентичный по звучанию DX7, не имеющий собственной клавиатуры, и используемый чаще всего в студии.
Помимо широко известной модели DX7, в этой же линейке выпускались расширенные версии этой серии: DX5, с 76-нотной клавиатурой и в 2 раза расширенной звуковой памятью; DX1, с 73-нотной клавиатурой и некоторыми дополнительными возможностями. Кроме того, на основе DX7 была выпущена упрощенная и существенно «урезанная» модель DX9, которая особой популярностью не пользовалась (к тому же имела не 6, как в базовой модели, а лишь 4 оператора). Впрочем, как и DX1/DX5 (из-за дороговизны и большого веса последних).
Помимо этого, на основе DX7 выпускались и бюджетные модели, отличавшиеся меньшим количеством операторов (4) и нечувствительной к силе нажатия клавиатурой (DX21, DX27), а также компактный вариант этих моделей с уменьшенной по размерам клавиатурой — DX100.
Выпускался и 8-канальный модуль TX-816, состоявший из соединённых между собой 8 тон-генераторов (не путать с операторами) DX7 (то есть условно говоря, 8 модулей типа ТХ7, но в рэковом оформлении) и позволявший в студийной работе использовать одновременно до 8 звуков DX7/TX7.
Позже были выпущены обновлённые и изменённые версии DX7 — DX7S, DX7IID, DX7IIFD, а также рековый мультитембральный модуль на их основе — TX802. Также небольшим тиражом была выпущена юбилейная модификация DX7II — «Centennial», к 100-летней годовщине фирмы Yamaha, отличавшаяся от базовой DX7II серебристым цветом корпуса и клавиатурой в 76 нот (в то время как у обычных версий DX7/DX7S/DX7II клавиатуры состоят из 61 ноты (5 октав)).
На основе 2-го поколения «семёрок» выпускалась бюджетная 4-операторная модель DX11, а также модуль TX81Z (тоже 4-операторный).
Многие производители синтезаторов и в наше время успешно воспроизводят многие легендарные звуки серии DX7. Наибольшего успеха в этом добилась та же Yamaha, продолжив легендарные традиции DX7 в последующих поколениях синтезаторов: SY-, W-, EX- серии, Motif -серии и других, а также шведская фирма Clavia, удачно воплотив во многих своих моделях синтезаторов, выпускаемых под торговой маркой Nord звучание некоторых тембров серии DX7.

## Компьютерная эмуляция
В 2002 году немецкая компания Native Instruments выпустила программный синтезатор FM7, который эмулирует звучание DX7, кроме того, в него можно загружать и оригинальные пресеты самого Yamaha DX7. В 2006 году вышла новая версия программы — FM8.
В 2012 году шведская компания Propellerhead выпустила плагин PX7 FM Synthesizer для программы Reason, эмулирующий DX7. На сайте компании доступен конвертер пресетов.
Dexed — кроссплатформенный программный синтезатор, эмулирующий звучание DX7. Умеет использовать пресеты оригинального DX7 без конвертирования. Имеет открытый исходный код.
Hexter — DSSI-плагин с открытым исходным кодом.
Chipsynth OPS7 — VST, VST3, AU и AAX-плагин от канадской компании Plogue, представленный в сентябре 2021 года и способный также работать в standalone-режиме. Является эмуляцией оригинального Yamaha DX7 MK1 1983 года выпуска с некоторыми дополнениями (например, он имеет двухслойную структуру, как в Yamaha DX1 и DX5). Читает оригинальные патчи формата SysEx.